# Spatsizi Plateau
Spatsizi Plateau är en platå i Kanada.   Den ligger i provinsen British Columbia, i den centrala delen av landet, 3 800 km väster om huvudstaden Ottawa.